# آندره‌آ راجی
آندره‌آ راجی (ایتالیایی: Andrea Raggi؛ زادهٔ ۲۴ ژوئن ۱۹۸۴) بازیکن فوتبال اهل ایتالیا است.
از باشگاه‌هایی که در آن بازی کرده‌است می‌توان به امپولی، پالرمو، سمپدوریا، بولونیا، باری و موناکو اشاره کرد.
وی همچنین در تیم ملی فوتبال زیر ۲۱ سال ایتالیا بازی کرده‌است.